# Albert Vigna
Albert Vigna (* 29. Januar 1891 in Monaco; † 27. November 1970 ebenda) war ein monegassischer Radrennfahrer.

## Sportliche Laufbahn
Vigna war im Straßenradsport aktiv. Von 1957 bis 1962 war er Unabhängiger und Berufsfahrer. 1926 startete er in der Tour de France. Er schied bereits auf der 2. Etappe aus. Nach Laurent Devalle war er der zweite Fahrer aus Monaco, der an der Tour de France teilnahm. In den Rennen der Monumente des Radsports war der 31. Platz im Rennen Mailand–Sanremo 1931 sein bestes Resultat.